# Agostino Barelli
Agostino Barelli, italijanski baročni arhitekt, * 1627, Bologna, Italija; † okoli 1687, Bologna, Italija. 
Barellija je v München povabila Henrietta Adelaide Savojska, da tam zgradi teatinsko cerkev sv. Kajetana leta 1664. Oblikoval jo je po vzoru cerkve Sant'Andrea della Valle iz Rima, ki velja za osnovno cerkev teatinskega reda. Njegovo delo na tej cerkvi je bilo sicer polno prepirov z nadzornikom gradnje Spinellijem. Cerkev je dokončal Enrico Zucalli.
Barelli je tudi ustvaril osnutek gradnje dvorca Nymphenburg. Po letu 1664 sta ga tam zamenjala dva Italijana (Giovanni Antonio Viscardi in zopet Enrico Zucalli) in leta 1674 se je vrnil domov v Bologno. Umrl je okoli leta 1687. Pomemben je predvsem zato, ker je italijanski barok uvedel na Bavarsko.

## Glavna dela
- Teatinska cerkev sv. Kajetana (1664-1674)
- Dvorec Nymphenburg (1664-1674)